# Herz-Jesu-Kirche (Samedan)

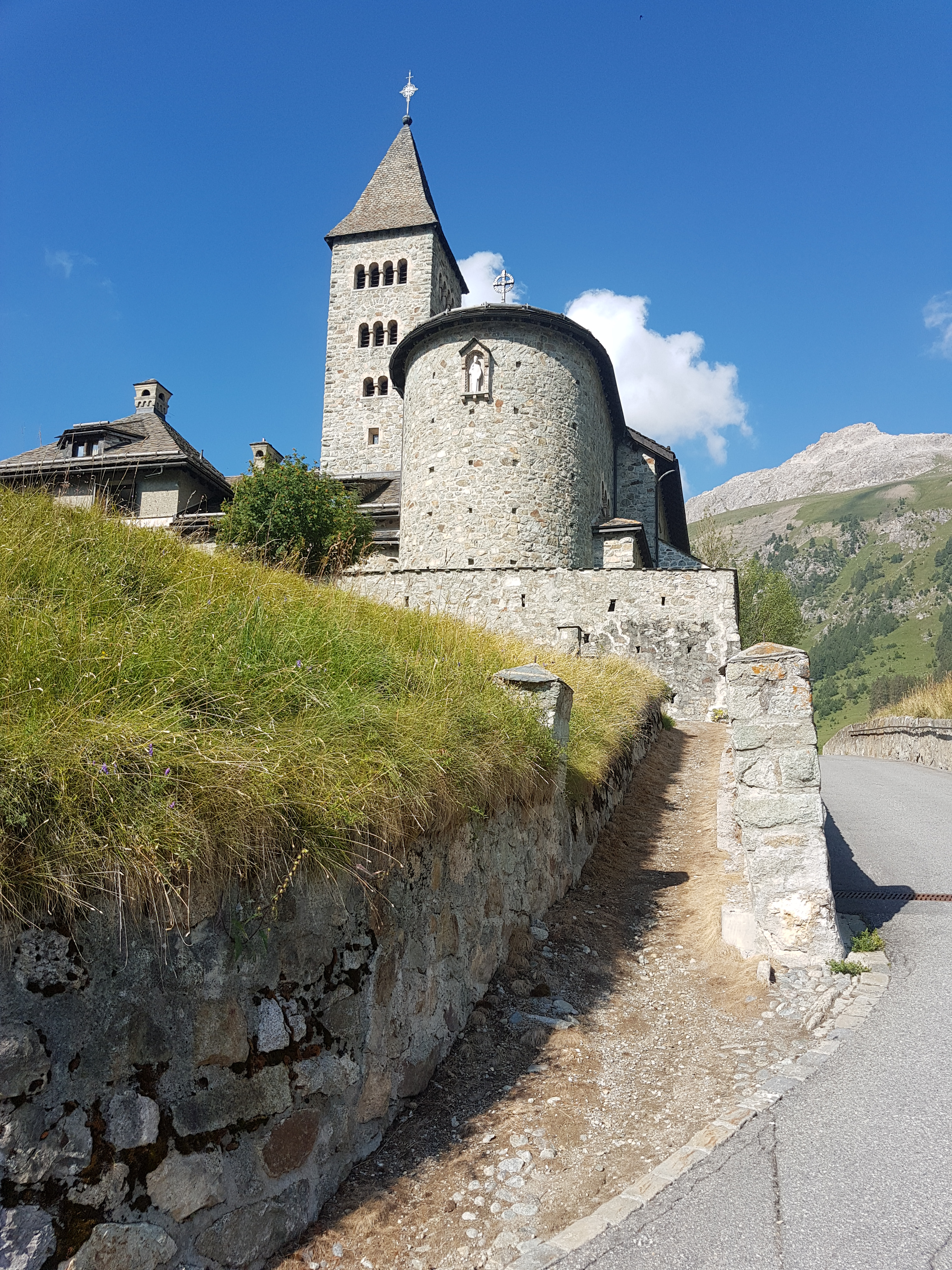
Herz-Jesu-Kirche Samedan

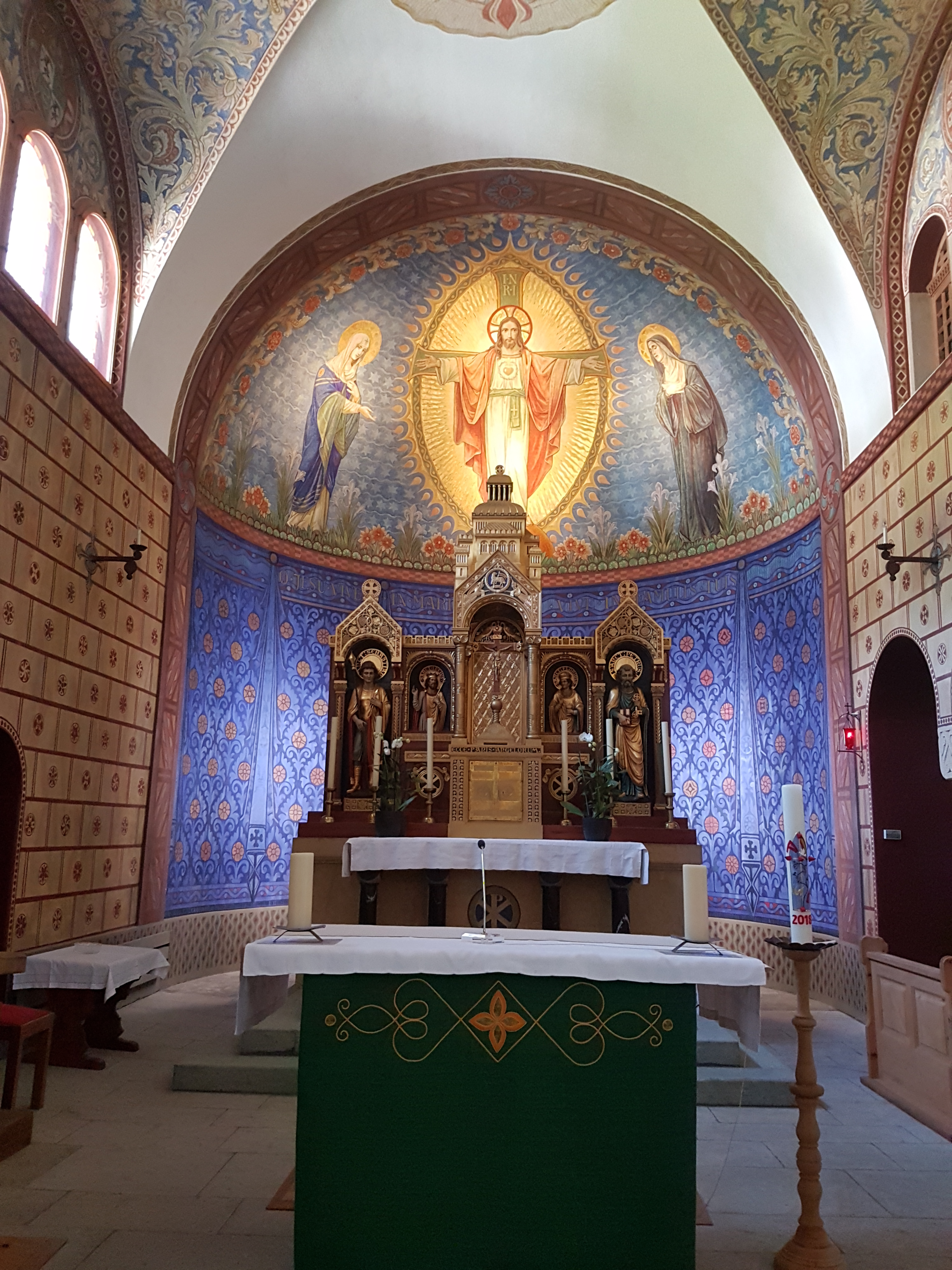
Blick zum Altar

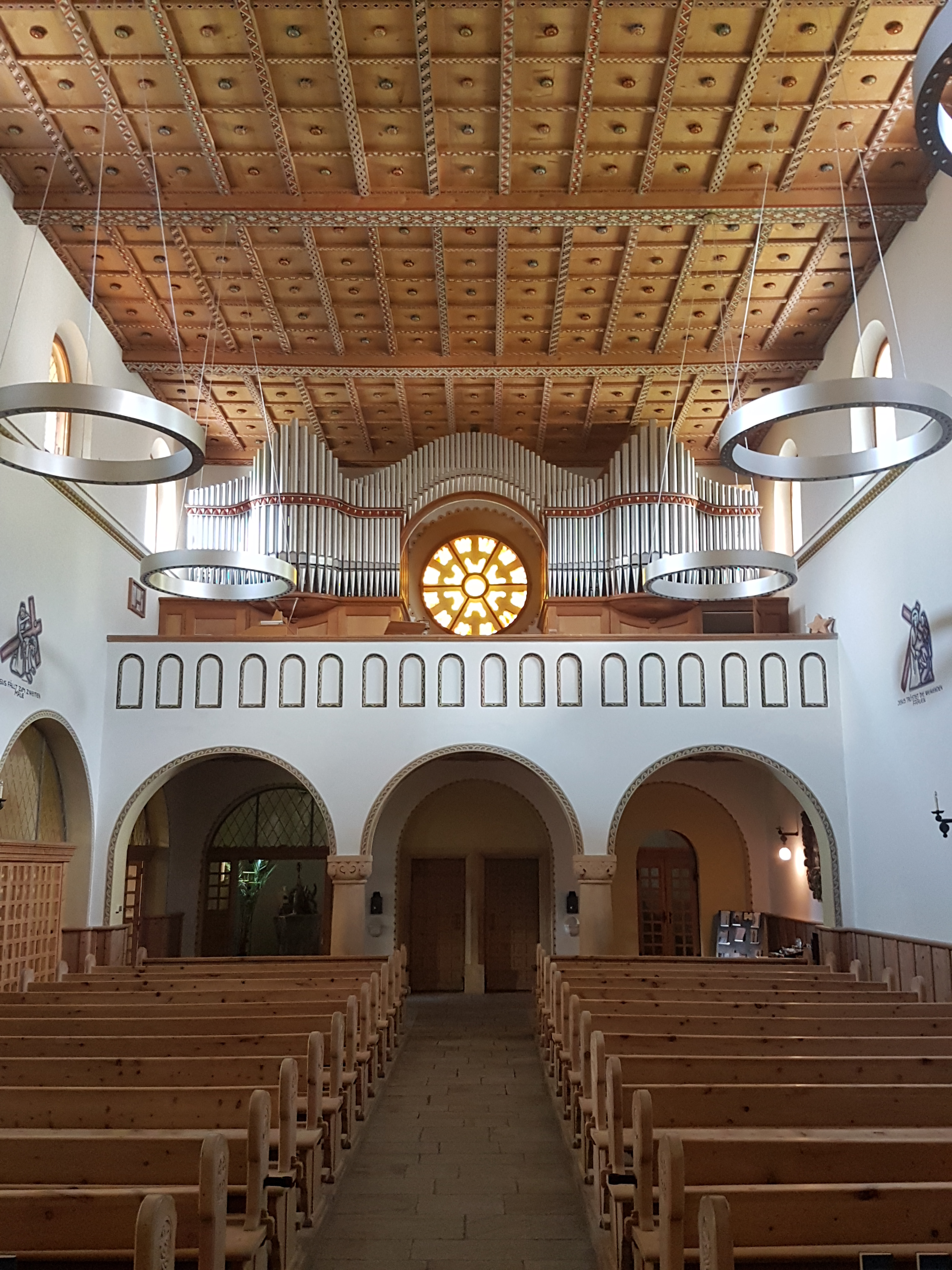
Empore und Decke des Kirchenschiffs

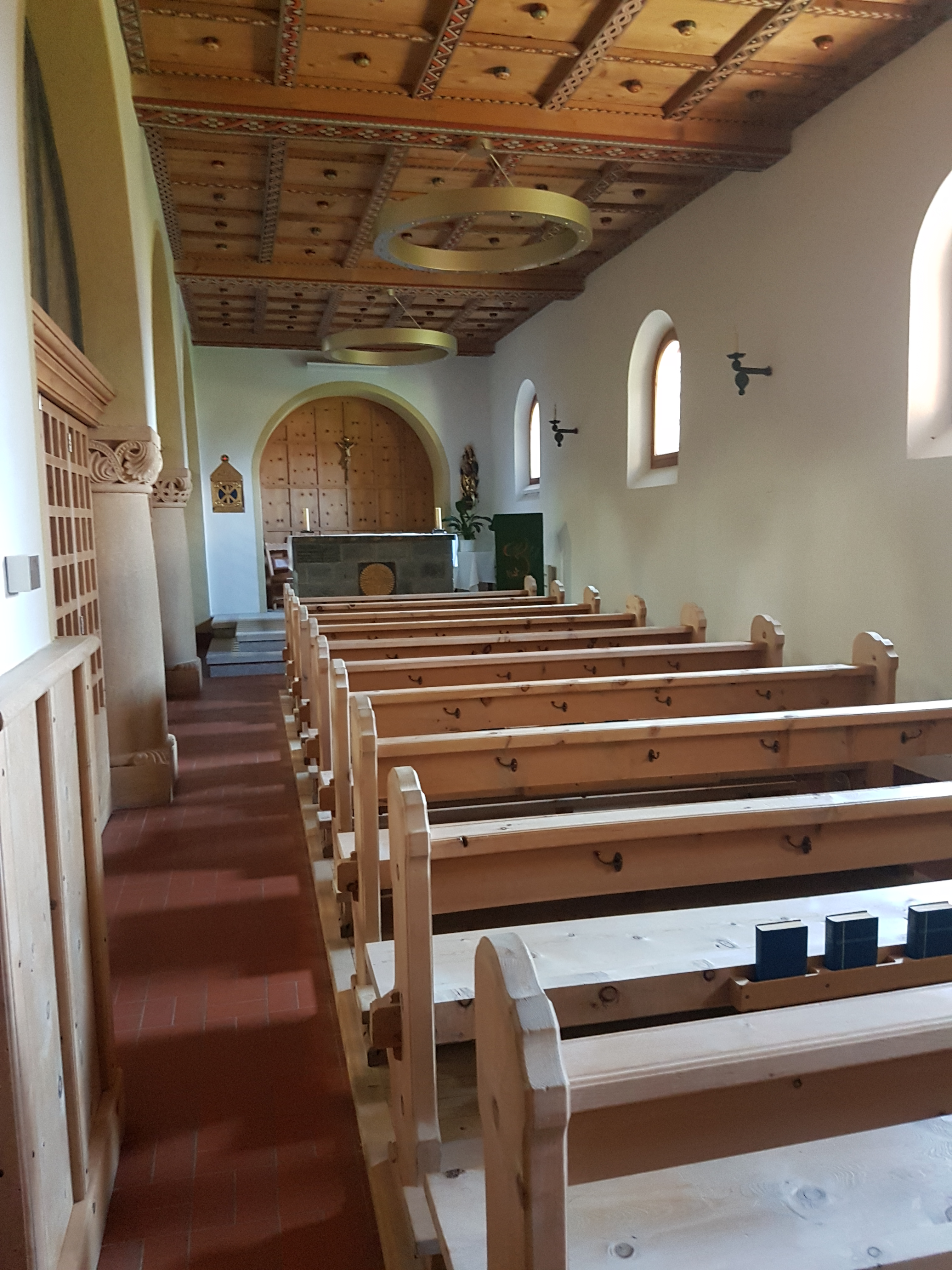
Seitenkapelle

Die 1910 im neuromanischen Stil erbaute römisch-katholische Herz-Jesu-Kirche (Baselgia catolica Herz-Jesu) in der Gemeinde Samedan, Graubünden (Schweiz) in der Region Maloja im Bistum Chur ist geschütztes Kulturgut.
Die Messen werden überwiegend in Deutsch gelesen, teilweise auch Italienisch.

## Geschichte
Das Christentum soll im 10. Jahrhundert von Oberitalien in das Engadin gekommen sein. 1551 trat Samedan zur Reformation über. Ab 1860 wuchs die Zahl der Katholiken wieder, was ein eigenes Gottesdiensthaus erforderlich machte. 2000 gehörten etwa 49 % der Bevölkerung dem reformierten Glauben, etwa 39 % dem katholischen, an.
Die Kirche wurde 1910 von Nicolaus Hartmann jun. (1880–1956) geplant und 1911 errichtet, der auch weitere bedeutende Hotelbauten und Bauten für die Rhätische Bahn in der Region plante und dabei regionale Bauformen und handwerkliche Traditionen als Grundlage für seine Planungen heranzog.
2013 wurde die Kirche renoviert.

## Kirchengebäude

### Aussen
Das äussere Erscheinungsbild der Kirche wird von der Fassadenbekleidung mit Bruchsteinmauerwerk dominiert und von der Ausgestaltung als Wehrkirche. Der Kirche ist das Pfarrhaus direkt angefügt. Der Turm, die Kirche und das Pfarrhaus sind mit Schiefer gedeckt.
Die Kirche, Turm und das Pfarrhaus sind von einem Areal mit weiter, niedriger Einfriedung umgeben. Die Kirche selbst ist zweischiffig. Oberhalb des Haupteinganges, zwischen den flankierenden, vorspringenden Tortürmen, befindet sich ein Rosettenfenster (Radfenster).

### Turm und Glocken
Im Glockenstuhl des das Areal dominierenden Turmes befinden sich drei Glocken. Die kleine und die grosse Glocke stammen aus der Bergsturzkapelle Goldau. Die grosse Glocke trägt die Jahreszahl 1505 ohne Angabe, wo sie gegossen wurde.

### Innen
Die geschnitzte und ornamental bemalte Holzdecke endet beim Chorbogen. Links ist anstelle eines Marienaltares die Kanzel mit gemalten Evangelistensymbolen angebracht. Die reiche und farbintensive Ausmalung der Apsis stammt von Richard Arthur Nüscheler (1877–1950). Der Hochaltar mit Ziborium und den hll. Sebastian, Luzius, Florian und Petrus aus der Werkstatt Stärk, Nürnberg. Die Kirchenbänke sind aus schlichtem Tannenholz mit geringen Schnitzereien (Rosetten) versehen und bieten etwa 160 Personen einen Sitzplatz. Der Boden besteht aus groben, rechteckigen Steinplatten.
Rechts befindet sich eine Seitenkapelle, die sich über die ganze Länge des Kirchenschiffes hinzieht und eine Decke, ähnlich wie im Hauptschiff, aufweist. Sie bietet etwa 40 Personen einen Sitzplatz auf schlichten Kirchenbänken aus Tannenholz und ohne Schnitzereien. Der Boden besteht aus rechteckigen roten Fliessen.

### Kreuzwegstationen
Die Kreuzwegstationen sind auf den Längswänden des Kirchenschiffs aufgemalt und beschriftet.